# Географија Сенегала
Сенегал је приморска западноафричка држава која се налази 14 степени северно од екватора и 14 степени западно од нултог меридијана. Укупна површина земље је 196.190 км² од чега је 192.000 км² земљиште а 4.190 км² је вода.
70% становништва Сенегала живи у приморском региону.  Будући да је већина становништва Сенегала на обали, очекује се да ће климатске промене раселити већи део становништва.

## Физичке карактеристике
Сенегал се на западу граничи са северним Атлантским океаном. На копну, најдужа граница државе је са Мауританијом на северу, 813 км границе дуж реке Сенегал. На истоку је граница дужине 419 км са Малијем. На југоистоку је Гвинеја (330 км границе), а на југо-југозападу је Гвинеја Бисао (338 км), обе границе иду дуж реке Казаманс. Сенегал је једна од само неколико земаља које имају енклаву унутар својих граница — мала нација Гамбије у унутрашњости, која има 740 км границе са Сенегалом.
Гамбија продире на више од 320 км у Сенегал, од атлантске обале до центра Сенегала дуж реке Гамбије, која дели територију Сенегала. Укупно, Сенегал има 2.640 км копнених граница и 531 км обале. Сенегал полаже право на море од 24 nmi (44,4 km; 27,6 mi)    суседне зоне, а 12 nmi (22,2 km; 13,8 mi) територијалног мора и 370 km (200 nmi; 230 mi) ексклузивне економске зоне. Такође потражује 200 nmi (370,4 km; 230,2 mi) континенталног прага, или до ивице континенталне маргине.
Још једна препознатљива и добро позната карактеристика земље је језеро Ретба са ружичастом водом, у близини града Дакара, које је једно од ретких језера на свету са природно ружичастом или црвенкастом водом.  
Најнижа тачка у Сенегалу је Атлантски океан, на нивоу мора. Највиша тачка је гребен Баунез који се налази 2,7 км југоисточно од Непен Диака на 648 м. 

## Клима
Тропска; врућа, влажна; кишна сезона (од маја до новембра) има јаке југоисточне ветрове; и сушна сезона (од децембра до априла) којом доминира врео, сув, харматан ветар.  Добро дефинисане суве и влажне сезоне резултат су североисточних зимских ветрова и југозападних летњих ветрова. Годишња количина падавина у Дакару од око 600 мм се дешава између јуна и октобра када максималне температуре у просеку износе 30 °C и минималне 24,2 °C; максималне температуре од децембра до фебруара у просеку су 25,7 °C и минималне 18 °C. 

Температуре у унутрашњости су више него дуж обале (на пример, просечне дневне температуре у Каолаку и Тамбакунди за мај су 30 °C односно 32,7 °C, у поређењу са просечно 23,2 °C у Дакару,  а падавине се знатно повећавају јужније, преко 1.500 мм годишње у неким областима. Екстреми у годишњим падавинама крећу се од 250 мм на крајњем северу, до 1800 мм у крајњим јужним обалним подручјима. У крајњој унутрашњости земље, у региону Тамбакунда, посебно на граници са Малијем, температуре могу достићи и до 54 °C.
| Клима Dakar, Senegal (1981–2010) | Клима Dakar, Senegal (1981–2010) | Клима Dakar, Senegal (1981–2010) | Клима Dakar, Senegal (1981–2010) | Клима Dakar, Senegal (1981–2010) | Клима Dakar, Senegal (1981–2010) | Клима Dakar, Senegal (1981–2010) | Клима Dakar, Senegal (1981–2010) | Клима Dakar, Senegal (1981–2010) | Клима Dakar, Senegal (1981–2010) | Клима Dakar, Senegal (1981–2010) | Клима Dakar, Senegal (1981–2010) | Клима Dakar, Senegal (1981–2010) | Клима Dakar, Senegal (1981–2010) |
| Показатељ \ Месец                | .Јан.                            | .Феб.                            | .Мар.                            | .Апр.                            | .Мај.                            | .Јун.                            | .Јул.                            | .Авг.                            | .Сеп.                            | .Окт.                            | .Нов.                            | .Дец.                            | .Год.                            |
| -------------------------------- | -------------------------------- | -------------------------------- | -------------------------------- | -------------------------------- | -------------------------------- | -------------------------------- | -------------------------------- | -------------------------------- | -------------------------------- | -------------------------------- | -------------------------------- | -------------------------------- | -------------------------------- |
| Апсолутни максимум, °C (°F)      | 39,6 (103,3)                     | 38,7 (101,7)                     | 40,4 (104,7)                     | 38,4 (101,1)                     | 36,2 (97,2)                      | 36,6 (97,9)                      | 36,9 (98,4)                      | 35,0 (95)                        | 36,2 (97,2)                      | 39,3 (102,7)                     | 40,3 (104,5)                     | 39,5 (103,1)                     | 40,4 (104,7)                     |
| Максимум, °C (°F)                | 25,3 (77,5)                      | 25,2 (77,4)                      | 25,4 (77,7)                      | 25,0 (77)                        | 26,0 (78,8)                      | 28,6 (83,5)                      | 30,0 (86)                        | 30,3 (86,5)                      | 30,7 (87,3)                      | 31,0 (87,8)                      | 29,8 (85,6)                      | 27,4 (81,3)                      | 27,9 (82,2)                      |
| Минимум, °C (°F)                 | 18,3 (64,9)                      | 18,0 (64,4)                      | 18,5 (65,3)                      | 19,2 (66,6)                      | 20,7 (69,3)                      | 23,5 (74,3)                      | 25,1 (77,2)                      | 25,3 (77,5)                      | 25,2 (77,4)                      | 25,3 (77,5)                      | 23,3 (73,9)                      | 21,0 (69,8)                      | 22,0 (71,6)                      |
| Апсолутни минимум, °C (°F)       | 11,0 (51,8)                      | 10,7 (51,3)                      | 10,9 (51,6)                      | 14,0 (57,2)                      | 15,4 (59,7)                      | 17,0 (62,6)                      | 17,2 (63)                        | 20,0 (68)                        | 20,0 (68)                        | 17,2 (63)                        | 17,0 (62,6)                      | 12,4 (54,3)                      | 10,7 (51,3)                      |
| Количина кише, mm (in)           | 1,0 (0,039)                      | 2,0 (0,079)                      | 0,3 (0,012)                      | 0,0 (0)                          | 0,1 (0,004)                      | 14,0 (0,551)                     | 51,0 (2,008)                     | 154,0 (6,063)                    | 133,0 (5,236)                    | 26,0 (1,024)                     | 9,2 (0,362)                      | 1,0 (0,039)                      | 391,6 (15,417)                   |
| Дани са кишом                    | 1,0                              | 1,0                              | 1,0                              | 0,2                              | 0,4                              | 3,0                              | 8,0                              | 15,0                             | 12,0                             | 4,0                              | 1,0                              | 1,0                              | 47,6                             |
| Релативна влажност, %            | 68                               | 74                               | 77                               | 81                               | 81                               | 80                               | 78                               | 81                               | 83                               | 80                               | 72                               | 68                               | 77                               |
| Сунчани сати — месечни просек    | 244,9                            | 245,8                            | 276,0                            | 288,0                            | 291,4                            | 252,0                            | 232,5                            | 223,2                            | 219,0                            | 257,3                            | 249,0                            | 238,7                            | 3.017,8                          |
| Сунчано време — месечни проценти | 70                               | 74                               | 74                               | 74                               | 73                               | 65                               | 58                               | 57                               | 60                               | 70                               | 73                               | 69                               | 68,1                             |
| Извор #1: Pogoda.ru.net          |                                  |                                  |                                  |                                  |                                  |                                  |                                  |                                  |                                  |                                  |                                  |                                  |                                  |
| Извор #2: Spiegel Online Wetter  |                                  |                                  |                                  |                                  |                                  |                                  |                                  |                                  |                                  |                                  |                                  |                                  |                                  |

### Климатске промене
Климатске промене у Сенегалу ће имати широк утицај на многе аспекте живота у Сенегалу. Климатске промене ће проузроковати повећање просечних температура у западној Африци за између 1,5 и 4 °C  до средине века, у односу на 1986–2005. Пројекције падавина указују на укупно смањење падавина и повећање интензивних мега-олуја над Сахелом. Очекује се да ће ниво мора у западној Африци расти брже од глобалног просека. Иако Сенегал тренутно не доприноси глобалној емисији гасова стаклене баште, он је једна од најрањивијих земаља на климатске промене.
Екстремна суша утиче на пољопривреду и узрокује несигурност у погледу хране и посла. Више од 70% становништва запослено је у пољопривредном сектору. Очекује се да ће пораст нивоа мора и резултирајућа обална ерозија проузроковати штету обалској инфраструктури и раселити велики проценат становништва које живи у обалним подручјима. Климатске промене такође имају потенцијал да повећају деградацију земљишта која ће вероватно повећати дезертификацију у источном Сенегалу, што ће довести до ширења Сахаре.
Политике и планови прилагођавања климатским променама важни су да помогну Сенегалу да се припреми и прилагоди. Сенегал је 2006. године поднео свој Национални акциони програм прилагођавања (НАПА) Оквирној конвенцији Уједињених нација о климатским променама. НАПА идентификује водне ресурсе, пољопривреду и приобалне зоне као најугроженије секторе у земљи.

## Екологија
Сенегал има низ вегетационих зона: Сахел, Сахел-Судан, Судан (регија), Судан-Гвинеја, тропске кишне шуме и гвинејске мангрове.  Већину јужног крака Казаманса Светски фонд за дивље животиње класификовао је као део екорегиона мозаика гвинејске шуме и саване.

## Основни подаци
Терен: углавном низак, валовит, равнице које се уздижу до подножја брда на југоистоку.
Природни ресурси: риба, фосфати, руда гвожђа
Коришћење земљишта:
 обрадиво земљиште: 19,57%
трајни усеви: 0,28%
 остало: 80,15% (2011)
Наводњавано земљиште: 1.197 км² (2003)
Укупни обновљиви водни ресурси: 38,8 км³
Природне опасности: низије сезонски плављене; периодичне суше
Животна средина – актуелна питања: популације дивљих животиња угрожене криволовом; крчење шума; прекомерна испаша; ерозија земљишта; дезертификација; прекомерно пецање
Сенегал је потписник неколико уговора о заштити животне средине.

## Екстремне тачке
Ово је листа крајњих тачака Сенегала, тачака које су даље на северу, југу, истоку или западу од било које друге локације.
- Најсевернија тачка – неименована локација на граници са Мауританијом у реци Сенегал одмах северозападно од града Подор, регион Сен Луј
- Најисточнија тачка – неименована локација на граници са Малијем у близини ушћа реке Балин-Ко у реку Фалеме, регион Кедугу
- Најјужнија тачка – неименована локација на граници са Гвинејом, одмах јужно од села Тоиле, регион Кедугу
- Најзападнија тачка - Поант дез Алмади, полуострво Кап Верт, регион Дакар*
- * Напомена: ово је уједно и најзападнија тачка копненог афричког континента

## Галерија
- Ружичасто језеро Ретба
- Река Казаманс
- Сенегалска савана.
- Куће на селу
- Сенегалска савана са козама
- Сенегалска савана са високом травом
- Гај баобаба